# Lawrence Sperry
Lawrence Burst Sperry (Chicago, 21 de dezembro de 1892 – Canal da Mancha, 13 de dezembro de 1923) Foi um inventor estadunidense e pioneiro na aviação que ficou conhecido pela invenção do piloto automático, do horizonte artificial, do Inclinômetro aeronáutico,do Indicator de curva e de outros equipamentos utilizados atualmente nas aeronaves.
Sperry foi o terceiro filho do co-inventor da bússola giroscópica, Elmer Ambrose Sperry e de sua mulher Zula, nasceu na cidade de Chicago em 21 de dezembro de 1892 e desapareceu a bordo de sua aeronave enquanto atravessava o Canal da Mancha em meio a neblina no dia 13 de dezembro de 1923, sua aeronave foi encontrada intacta no dia seguinte e seu corpo foi encontrado três semanas depois no dia 11 de janeiro de 1924, flutuando no canal. Lawrence Sperry era detentor de 23 patentes relacionadas a segurança de voo.